# Jonathan Joubert
Jonathan Joubert (Metz, 1979. szeptember 12. –) luxemburgi válogatott labdarúgó, az F91 Dudelange kapusa.

## Pályafutása

### Klubcsapatokban
Jonathan Joubert Franciaországban, Metz városában született és itt is kezdte pályafutását. Az FC Metz tartalék csapatában két évet töltött, majd a luxemburgi Grevenmacher játékosa lett. 2003-ban bajnok és kupagyőztes lett a klubbal. 2004-ben szerződött a Dudelange csapatához, amelynek színeiben ő a legtöbbször pályára lépő játékosa bajnokság történetében. A 2018–2019-es Európa-liga sorozatban csapatával a luxemburgi labdarúgás történetében először a csoportkörbe jutott. 

### A válogatottban
A luxemburgi válogatottban 2006-ban mutatkozott be, 2017 októberében pedig utolsó mérkőzésén a portugálok elleni barátságos mérkőzésen kilencvenedeik alkalommal védett a nemzeti csapatban. 
2017. szeptember 3-án a franciák elleni  0–0-s világbajnoki selejtezőn nemzeti hőssé vált, ,miután a későbbi világbajnok 34 lövésből sem tudott a kapujába találni. Teljesítményéről az ellenfél edzője, Didier Deschamps is elismerően beszélt.

## Sikerei, díjai
- Luxemburgi bajnok: 12

2003, 2005, 2006, 2007, 2008, 2009, 2011, 2012, 2014, 2016, 2017,2018
- Luxemburgi Kupa-győztes: 6

2003, 2006, 2007, 2009, 2012, 2017

## További információ
- Jonathan Joubert adatlapja a National-Football-Teams.com oldalon (angolul)